# Champagne-en-Valromey
Champagne-en-Valromey település Franciaországban, Ain megyében. Lakosainak száma 826 fő (2022. január 1.). Champagne-en-Valromey Arvière-en-Valromey, Valromey-sur-Séran és Haut Valromey községekkel határos.

## Népesség
A település népességének változása:
| Lakosok száma | 497  | 714  | 667  | 691  | 805  | 819  | 820  | 811  | 822  | 826  |
|               | 1968 | 1982 | 1990 | 2006 | 2013 | 2015 | 2017 | 2019 | 2020 | 2022 |